# Borneobladfågel
Borneobladfågel (Chloropsis kinabaluensis) är en fågel i familjen bladfåglar inom ordningen tättingar.

## Utseende och läte
Borneobladfågeln är en liten gnistrande grön tätting. Hanen har svart strupe med blått i mitten och inramat av citrongult. Honan har en liknande dräkt, men strupen är helmörk. Båda könen har himmelsblå vingpennor. Arten är mycket lik hane blåvingad bladfågel (hona av den arten saknar mörk strupe), men har unikt grön hjässa, gul haklapp. ljusare blå vingar och mer gul anstrykning på undersidan. Bland lätena hörs tunna och ljusa "tseep" och visslade "wee-chup!".

## Utbredning och systematik
Fågeln förekommer i bergsskogar på norra Borneo. Den behandlas som monotypisk, det vill säga att den inte delas in i några underarter.

## Status
Arten har ett relativt begränsat utbredningsområde och den tros minska i antal. IUCN kategoriserar ändå arten som livskraftig.